# Aristides Pereira
Aristides Maria Pereira (ur. 17 listopada 1924 w Boa Vista, zm. 22 września 2011 w Coimbrze) – polityk Republiki Zielonego Przylądka, działający w Afrykańskiej Partii Niepodległości Zielonego Przylądka (PAIVC) (początkowo Afrykańskiej Partii Niepodległości Gwinei i Wysp Zielonego Przylądka) (PAIGC). Był pierwszym prezydentem Republiki Zielonego Przylądka, sprawował urząd od 5 lipca 1975 do 22 marca 1991.
Po kończeniu szkoły średniej pracował jako technik radiowo-telegraficzny. W 1952 roku wraz z Amílcarem Cabralem rozpoczął działalność przeciwko kolonialnym rządom portugalskim. W 1956 roku obydwaj założyli Afrykańską Partię Niepodległości Gwinei i Wysp Zielonego Przylądka (PAIGC). Ich wizją było wyzwolenie, a następnie zjednoczenie Wysp Zielonego Przylądka i Gwinei Bissau. W 1958 roku Cabral udał się do niepodległej już Gwinei, skąd infiltrował sąsiednie tereny Gwinei Bissau. Pereiera pozostał na Wyspach Zielonego Przylądka. W 1959 roku przedostał się do Gwinei Bissau, gdzie pomógł zorganizować strajk dokerów. Pokojowa manifestacja została rozbita przez Portugalczyków, w wyniku czego śmierć poniosło 50 strajkujących. Masakra zradykalizowała PAIGC, które zdecydowało się na rozpoczęcie walki zbrojnej. W tym samym 1959 roku ożenił się z Carliną Fortes, z którą miał jednego syna i dwie córki. 
W 1960 roku dołączył do przebywającego w Gwinei Cabrala. Tam prowadził program radiowo-informacyjny PAIGC. Jako szef dyplomacji ruchu wyzwoleńczego wynegocjował pomoc ze strony Organizacji Jedności Afrykańskiej, Związku Radzieckiego i państw Skandynawii. W 1963 roku rozpoczęła się kampania partyzancka PAIGC w Gwinei Bissau. Pereira był zaangażowany w walkę, organizował podziemne grupy dywersyjne. W 1964 roku został asystentem sekretarza generalnego partii. Do 1969 roku, siły PAIGC kontrolowały ponad dwie trzecie Gwinei Bissau.
W 1973 roku Amílcar Cabral został zabity przez portugalską tajną policję. Pereira został porwany, uratował go patrol morski Gwinei. Po śmierci Cabrala objął kierownictwo partii. Niepodległość Gwinei Bissau i Wysp Zielonego Przylądka umożliwiła portugalska rewolucja goździków z 1974 roku. Dzięki niej powrócił na wyspy i wygrał wybory prezydenckie w 1975 roku. 5 lipca 1975 roku Wyspy Zielonego Przylądka stały się niepodległym państwem. Jednopartyjną władze objął PAIGC z Pereirą jako prezydentem i Pedro Piresem jako premierem.
Republika Zielonego Przylądka pod rządami Pereiry prowadziła pragmatycznie lewicową politykę. W polityce zagranicznej utrzymywała dobre relacje zarówno z państwami Zachodu, jak i blokiem komunistycznym. W 1980 roku kraj zerwał więzy w Gwineą Bissau, a lokalna sekcja PAIGC przekształciła się w Afrykańską Partię Niepodległości Zielonego Przylądka (PAIVC). Pereira zyskał reelekcję w wyborach w 1981 i 1986 roku. W 1990 roku rozpoczął proces demokratyzacji kraju. W 1991 roku odbyły się wielopartyjne wybory parlamentarne i prezydenckie, zwycięstwo w nich odniósł opozycyjny Ruch dla Demokracji (MPD), a prezydentem został opozycyjny António Monteiro.